# 科林·巴尼特
科林·詹姆斯·巴尼特，AC（英語：Colin James Barnett；1950年7月15日—），是一名澳洲經濟學家及政治家，澳大利亚自由党西澳州分部領袖，曾出任西澳洲科技技術學院（後更名為科廷科技大學）的經濟學講師。2008年在西澳州地方選舉後成為第29任西澳州州長；2013年成功連任。但在2017年的選舉中落敗，唯保住該地方的議院議席。

## 外部連結
- Department of the Premier and Cabinet （页面存档备份，存于）
- 高堤諾海選民網站

| 西澳大利亞州議會         | 西澳大利亞州議會                                         | 西澳大利亞州議會     |
| ------------------------ | -------------------------------------------------------- | -------------------- |
| 前任者： 比爾·哈塞爾     | 高堤諾海選區 議會議員 1990年－                           | 現任                 |
| 政党职务                 |                                                          |                      |
| 前任者： 理查德·考特     | 澳大利亚自由党領袖（西澳洲分部） 2001年－2005年 2008年－ | 繼任者： 馬特·伯尼   |
| 前任者： 特洛伊·巴斯韋爾 | 澳大利亚自由党領袖（西澳洲分部） 2001年－2005年 2008年－ | 繼任者： 米克·哈納   |
| 官衔                     |                                                          |                      |
| 前任者： 理查德·考特     | 西澳洲反對黨領袖 2001年－2005年 2008年 2017年            | 繼任者： 馬特·伯尼   |
| 前任者： 特洛伊·巴斯韋爾 | 西澳洲反對黨領袖 2001年－2005年 2008年 2017年            | 繼任者： 埃里克·瑞珀 |
| 前任者： 馬克·麥高文     | 西澳洲反對黨領袖 2001年－2005年 2008年 2017年            | 繼任者： 米·納漢     |
| 前任者： 艾倫·卡彭特     | 西澳洲州長 2008年－2017年                                | 繼任者： 馬克·麥高文 |